# کیشیرو تویودا
کیشیرو تویودا (به انگلیسی: Kiichiro Toyoda) (زاده ۱۱ ژوئن ۱۸۹۴ - درگذشت ۲۷ مارس ۱۹۵۲) کارآفرین ژاپنی و مؤسس شرکت خودروسازی تویوتا می‌باشد.
وی پسر مالک و بنیانگذار کارخانه ریسندگی تویودا؛ ساکیشی تویودا بود، که پس از فارغ‌التحصیل شدن در رشته مهندسی مکانیک از دانشگاه توکیو، فعالیت خود را در کارخانه صنایع تویوتا آغاز نمود.
در سال ۱۹۳۰ کیشیرو تحقیق بر روی موتورهای گازوئیلی را آغاز کرد و سه سال بعد، بخش خودرو را در قسمت کوچکی از کارخانه ریسندگی پدرش، راه‌اندازی نمود.
فعالیت‌های کیشیرو تویودا در نهایت به تأسیس شرکت خودروسازی تویوتا انجامید. شرکت تویوتا در حال حاضر به عنوان بزرگترین تولیدکننده خودرو در جهان شناخته می‌شود.